# سرجس شمالي
سرجاس شمالي (الاسم العلمي: Sargassum boreale) هو نوع من الطلائعيات يتبع جنس السرجاس من فصيلة السرجاسية.